# Кирилівська селищна рада
Кири́лівська се́лищна ра́да — адміністративно-територіальна одиниця та орган місцевого самоврядування в Мелітопольському районі Запорізької області. Адміністративний центр — селище міського типу Кирилівка.

## Загальні відомості
Кирилівська селищна рада утворена 1967 року.
- Територія ради: 6,112 км²
- Населення ради: 3577 осіб (станом на 2001 рік)
- Водоймища на території, підпорядкованій даній раді: Азовське море, Молочний лиман, Утлюцький лиман.

Після ліквідації Якимівського району 17 липня 2020 року селищна рада увійшла до складу Мелітопольського району.

## Населені пункти
Селищній раді підпорядковані населені пункти:
- смт Кирилівка
- с. Лиманське
- с. Атманай
- с. Охрімівка.

2004 року село Азовське увійшло до складу смт Кирилівка.

## Склад ради
Загальний склад ради: 14 депутатів.
- Голова ради: Малєєв Іван Володимирович
- Секретар ради: Волкова Наталія Іванівна

### Керівний склад попередніх скликань
| Прізвище, ім'я, по батькові | Основні відомості                                   | Дата обрання | Дата звільнення |
| --------------------------- | --------------------------------------------------- | ------------ | --------------- |
| Малишко Михайло Тихонович   | Селищний голова, 1953 року народження, безпартійний | 26.03.2006   | 31.10.2010      |
| Малєєв Іван Володимирович   | Селищний голова, 1966 року народження, освіта вища  | 31.10.2010   | На посаді       |

Примітка: таблиця складена за даними сайту Верховної Ради України

### Депутати
За результатами місцевих виборів 2015 року депутатами ради стали:

#### За суб'єктами висування
| Суб'єкт висування | Кількість обраних депутатів | %   |
| ----------------- | --------------------------- | --- |
| Самовисування     | 12/14                       | 100 |

#### За округами
| № округу      | Прізвище, ім'я, по батькові     | Дата визнання обраним | Освіта              | Партійна приналежність | Відомості про обраного депутата |
| ------------- | ------------------------------- | --------------------- | ------------------- | ---------------------- | ------------------------------- |
| Самовисування |                                 |                       |                     |                        |                                 |
| 1             | Аріфов Сабрі Рефатович          | —                     | загальна середня    | безпартійний           | Тимчасово не працює             |
| 2             | Сидоренко Віктор Васильович     | —                     | вища                | безпартійний           | Заступник директора школи       |
| 4             | Назаренко Андрій Анатолійович   | —                     | вища                | безпартійний           | тимчасово не працює             |
| 5             | Городній Олексій Олексійович    | —                     | професійно-технічна | безпартійний           | тимчасово не працює             |
| 7             | Панченко Сергій Миколайович     | —                     | професійно-технічна | безпартійний           | Тимчасово не працює             |
| 8             | Куц Валерій Васильович          | —                     | середня спеціальна  | безпартійний           | Тимчасово не працює             |
| 9             | Чуб Анна Анатоліївна            | —                     | вища                | безпартійна            | Вихователька в дитсадку         |
| 10            | Коваль Дмитро Миколайович       | —                     | професійно-технічна | безпартійний           | Водій                           |
| 11            | Вишневецька Інна Олександрівна  | —                     | вища                | безпартійна            | Вчителька початкових класів     |
| 12            | Марченко Олександр Анатолійович | —                     | вища                | безпартійний           | Директор                        |
| 13            | Перебийніс Ігор Валентинович    | —                     | загальна середня    | безпартійний           | Секретар селищної ради          |
| 14            | Католік Сергій Іванович         | —                     | вища                | безпартійний           | Директор                        |